# John Logie Baird

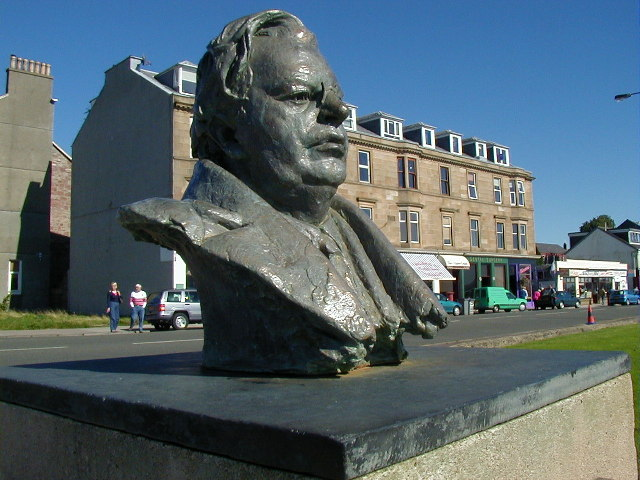
Popiersie Bairda

John Logie Baird (ur. 13 sierpnia 1888 w Helensburgh w hrabstwie Argyll, zm. 14 czerwca 1946 w Bexhill-on-Sea w hrabstwie Sussex) – szkocki inżynier, wynalazca pierwszego działającego systemu telewizyjnego. Pionier techniki telewizyjnej. W 1924 skonstruował telewizor monochromatyczny, w 1928 przesłał transmisję telewizyjną z Europy do Ameryki Północnej, jak i Południowej, a także stworzył pierwszy system telewizji kolorowej. Wynalazca noktowizora (1926).